# Whitehead
Whitehead är en ort i Storbritannien.   Den ligger i distriktet Mid and East Antrim och riksdelen Nordirland, i den västra delen av landet, 500 km nordväst om huvudstaden London. Whitehead ligger 12 meter över havet och antalet invånare är 3 697.
Terrängen runt Whitehead är huvudsakligen platt, men västerut är den kuperad. Havet är nära Whitehead åt sydost.  Närmaste större samhälle är Carrickfergus, 7,5 km sydväst om Whitehead. 